# ヴィクトリア・トルストイ

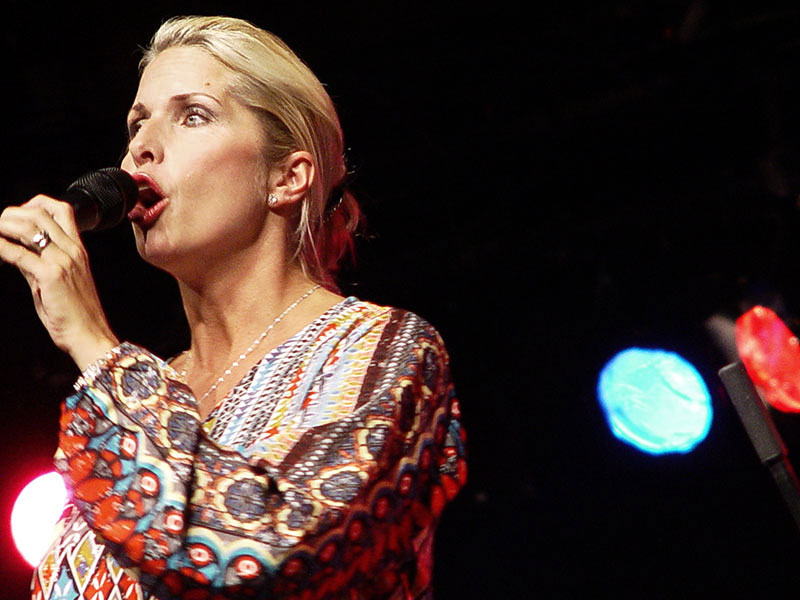
ヴィクトリア・トルストイ、デンマークのオーフスにて（2014年）

ヴィクトリア・トルストイ（Viktoria Tolstoy、1974年7月29日 - ）は、ロシア系スウェーデン人のジャズ歌手。彼女は、ロシアの作家レフ・トルストイの玄孫にあたる。トルストイは、2000年のテレビ・シリーズ『ビッグ・ブラザー』のシーズン1にスタジオのレギュラー・ゲストとして出演していた。
彼女は、2001年から2008年3月に離婚するまで、デザイナーのパー・ホルクネクトと結婚していた。

## ディスコグラフィ

### リーダー・アルバム
- 『スマイル・ラヴ・アンド・スパイス』 - Smile, Love and Spice (1994年、Sittel)
- 『ヴィクトリア・トルストイ』 - Viktoria Tolstoy (1996年、EMI)
- For Alskad (1996年、EMI)
- 『ホワイト・ラシアン』 - White Russian (1997年、Blue Note)
- 『ブレイム・イット・オン・マイ・ユース』 - Blame It On My Youth (2001年、EMI)
- 『シャイニング・オン・ユー』 - Shining On You (2004年、ACT)
- 『マイ・スウェディッシュ・ハート』 - My Swedish Heart (2005年、ACT)
- Pictures of Me (2006年、ACT)
- My Russian Soul (2008年、ACT)
- 『ハービーへの手紙』 - Letters to Herbie (2011年、ACT)
- A Moment of Now (2013年、ACT)
- Meet Me at the Movies (2017年、ACT)
- Stations (2020年、ACT)

### 参加アルバム
ニルス・ラングレン
- 『センチメンタル・ジャーニー』 - Sentimental Journey (2002年)
- Funky ABBA (2004年)
- Christmas with My Friends (2007年、ACT)

その他
- スヴァンテ・スレッソン : Här kommer natten (1998年)
- ウモ・ジャズ・オーケストラ : Super Music (2012年、Blue Note)
- ビート・ファンクション : Green Man (2016年)
- Jazz at Berlin Philharmonic V (2016年、ACT)